# Val Soana
La Val Soana è una valle situata in Piemonte. Si trova sul versante sud del massiccio del Gran Paradiso incuneata tra la valle dell'Orco e la Val Chiusella.
 È una delle valli francoprovenzali del Piemonte, inserita in buona parte nel Parco Nazionale del Gran Paradiso.

## Geografia
La valle si biforca dalla valle dell'Orco all'altezza di Pont-Canavese, paese di fondovalle, e si incunea nel versante sud del massiccio del Gran Paradiso suddividendosi in alcuni valloni. È percorsa per la sua lunghezza dal torrente Soana. Nella valle sono presenti alcuni piccoli laghi alpini, il principale dei quali è il Lago Lasin, e il ghiacciaio Ciardoney.

### Monti
I monti principali che contornano la valle sono:
- Punta delle Sengie - 3.408 m
- Cima di Valeille - 3.357 m
- Monveso di Forzo - 3.322 m
- Punta Lavina - 3.308 m
- Torre di Forzo - 3.250 m
- Rosa dei Banchi - 3.164 m
- Cima della Fontane - 3.066 m
- Testa della Nouva - 3.034 m
- Cima di Peradzà - 3.021 m
- Punta dell'Asgelas - 3.021 m
- Punta della Scaletta -3.018 m
- Punta Miserino - 3.004 m
- Testa dell'Arietta - 3.001 m
- Punta del Rancio - 2.995 m
- Monte Colombo - 2.848 m
- Monte Giavino - 2.766 m
- Monte Marzo - 2.756 m

### Valli secondarie
Salendo la val Soana si staccano via via tre valloni principali:
- Vallone di Forzo - prende il nome dal torrente Forzo che lo percorre. Salendo si incontrano le frazioni: Forzo (1.178 m), Boschietto (1.461 m). In alto vi è il bivacco Pier Mario Davito (2.360 m). Il vallone termina con il colle di Bardoney (2.833 m) e con la Punta Lavina (3.308 m). Alla testata del Vallone si trova il ghiacciaio Ciardonery.
- Vallone di Campiglia - prende il nome dalla frazione Campiglia Soana. Vi si trova il Santuario di san Besso. Il vallone è percorso da un'antica strada di caccia fatta costruire da re Umberto I nel 1897. In alto nella valle si trova la frazione Azaria.
- Vallone di Piamprato - prende il nome dalla frazione Piamprato. Il vallone conduce al Colle Laris (o Larissa), a 2.584 m, che lo collega con la valle di Champorcher.

## Valichi
Alcuni dei valichi che la collegano con le valli circostanti sono:
- Colle della Rosa - 2.959 m
- Colle dell'Arietta - 2.939 m
- Colle di Bardoney - 2.833 m
- Colle Larissa - 2.584 m
- Colle Santanel - 2.464 m

## Comuni
La valle è composta dai comuni di Ingria, Ronco Canavese e Valprato Soana. Altre importanti località sono Campiglia Soana e Piamprato.

## Luoghi di interesse

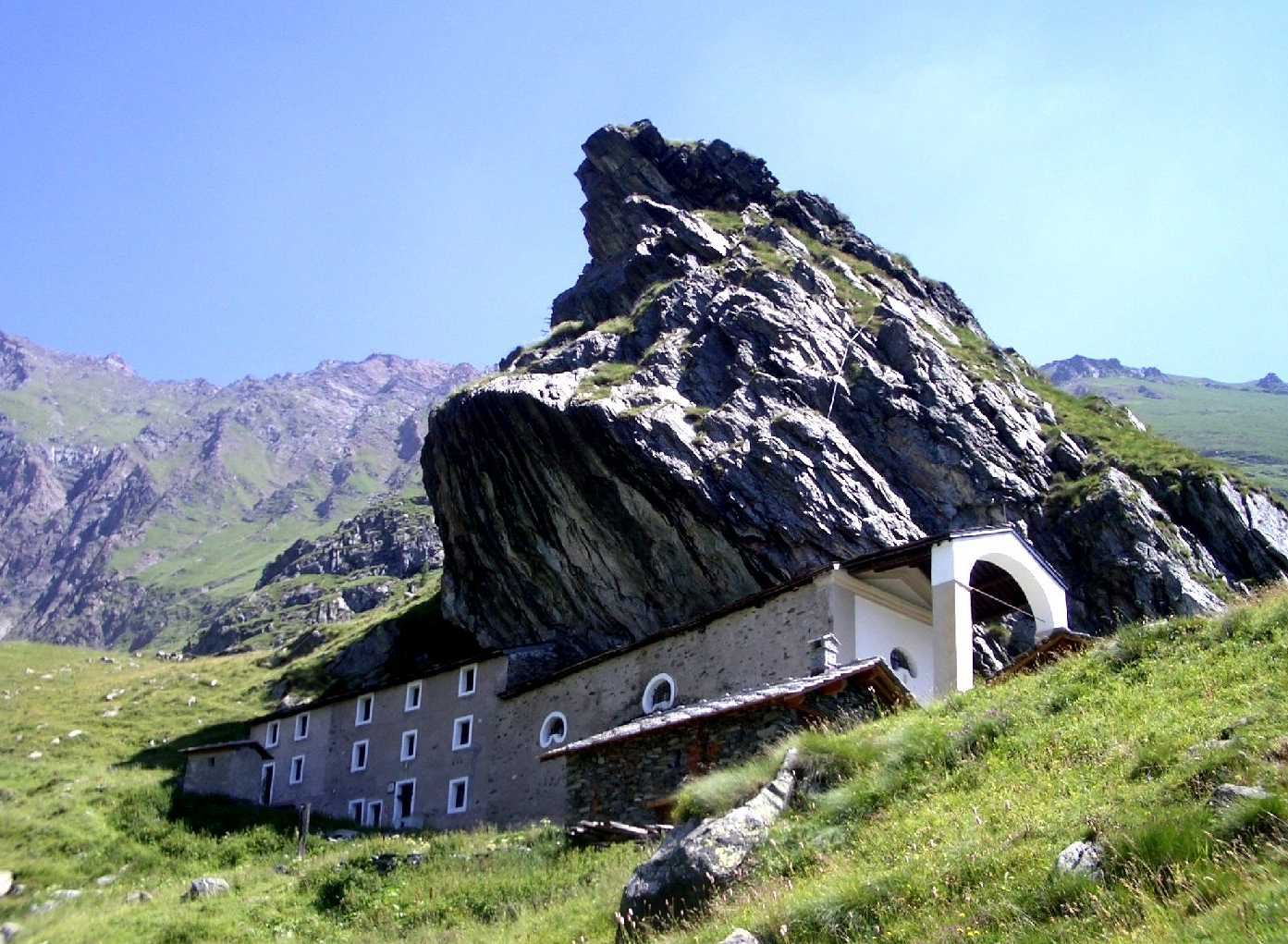
Santuario di San Besso.

Di particolare rilievo è il Santuario di san Besso collocato ad un'altezza di 2.019 metri sopra Campiglia Soana, luogo di devozione delle genti valsoanine e della Val di Cogne.
Altri luoghi di riferimento per il culto valligiano sono: il Santuario di Iornea (a valle di Corzonera), il Santuario del Beirano (Madonna della Neve - tra Pianetto e Piamprato) la Chiesa di Santa Libera (tra Albaretto e Betassa nel vall.ne di Codebiollo o del rio Verdassa)

## Rifugi e bivacchi
Per facilitare l'escursionismo di alta montagna e la salita alle vette la valle ospita i seguenti rifugi e bivacchi:
- Rifugio Bausano - 2.019 m (ubicato posteriormente alla struttura del Santuario di san Besso) sotto lo sperone roccioso definito monte Fantun (o Fauterio o Fantono o Fautenio)
- Bivacco Pier Mario Davito - 2.360 m
- Bivacco Gino Revelli - 2.610 m